# Phalacrocorax neglectus
Il cormorano ripario (Phalacrocorax neglectus Wahlberg, 1855) è un uccello appartenente alla famiglia dei Falacrocoracidi diffuso lungo le coste sud-occidentali dell'Africa.

## Descrizione
Lungo circa 76 cm, presenta piumaggio nero; la livrea nuziale è caratterizzata da testa, collo o codrione bianchi.

## Distribuzione e habitat
Vive in Namibia ed Africa meridionale.